# فلويد ووماك
فلويد ووماك (بالإنجليزية: Floyd Womack)‏ هو لاعب كرة قدم أمريكية أمريكي، ولد في 15 نوفمبر 1978 في كليفلاند في الولايات المتحدة.

## وصلات خارجية
- فلويد ووماك على موقع مرجع كرة القدم المحترفة.كوم (الإنجليزية)